# Herren von Sigberg
Die Herren von Sigberg waren ein Adels- und Rittergeschlecht in Vorarlberg. Das Geschlecht der Ritter von Sigberg ist nach der gleichnamigen Burg in Göfis bei Frastanz genannt.

## Familiengeschichte
Der Name „Sigberg“, in den ältesten urkundlichen Belegen „Segavio“ lautend, ist vom keltischen „segos“ (Sieg, Kraft, Stärke) abgeleitet und bezeichnet eine befestigte Siedlung. Sigberg bedeutet dasselbe wie das romanische „Montfort“.
Die Herren von Sigberg tauchen erstmals 1255 urkundlich auf. Sie waren ursprünglich Dienstmannen der Montforter zu Feldkirch und später vorwiegend der Montfort-Werdenberger, woraus sich ein gespanntes Verhältnis zu Feldkirch entwickelte. Außerdem dienten sie dem Bischof von Chur.
Die Ritter von Ems (ab 1560 Grafen von Hohenems) erwarben 1318 die Besitzungen der Herren von Sigberg im Gebiet des heutigen Mühlebach in Dornbirn.
Mitte des 15. Jahrhunderts erlosch die Familie derer von Sigberg im Mannesstamm und die Burg Neu-Aspermont ging an die Schlandersberg über.

### Personen
Adelheid von Sigberg († 1271)
war Fürstäbtissin des Stiftes Schänis
Wernher von Sigberg
war um 1300 Domherr in Chur
Johann von Sigberg (1341)
In der Mitte des 14.Jh hat ein Ast der Familie Sigberg Burg und Herrschaft Neu-Aspermont gekauft sowie das NiederGericht Malans-Jenins und den Turm Hohenklingen. Ein Ritter von Sigberg trat in den Dienst des Fürstbischofes von Chur und erhielt in Lehen die Burg Ruhenberg.[HBLS, Artikel Sigberg].Heinrich von Sigberg hat eine Schwester der Anna von Haldenstain (- 1341-1360-) Töchter des Haldenstain von Haldenstain zu Trimmis ( -1341-1354-) geheiratet.
Ursula von Sigberg
war von 1432 bis 1476 Fürstäbtissin des Stiftes Lindau
Heinrich von Sigberg (1442)

### Burgen

#### Burg Sigberg

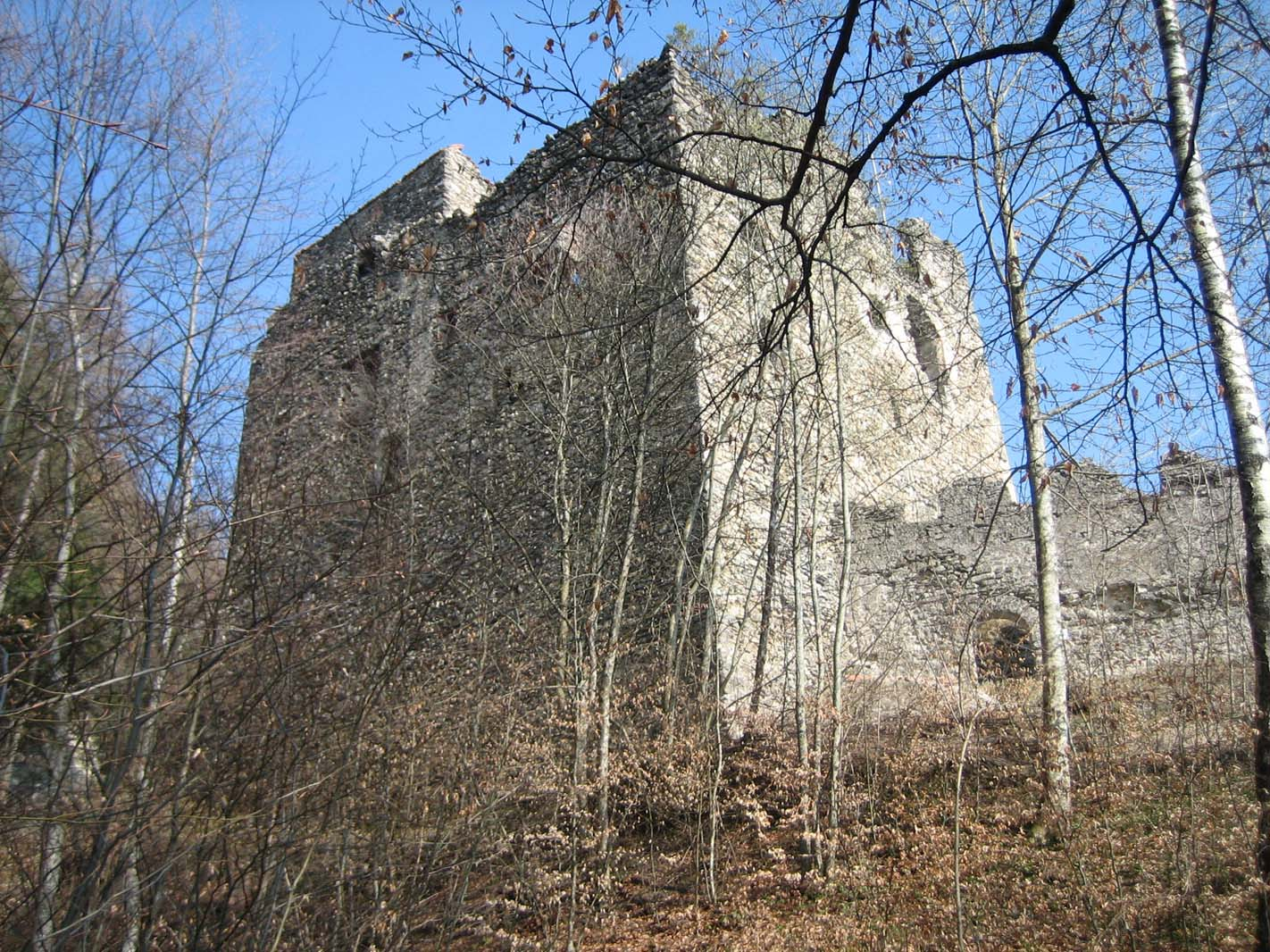
Palas der Burg Neu-Aspermont von Westen

Errichtet wurde die Anlage seit der Mitte des 13. Jahrhunderts und 1355 kam es zur Eroberung durch Graf Rudolf von Feldkirch. Als er mit den eigenen Bürgern in Streit geriet und diese auf Sigberg Schutz suchten, ließ er die Burg 1355 zerstören.
1435 wurde die Burg durch Graf Friedrich von Toggenburg zerstört und bereits zu Beginn des 17. Jahrhunderts war sie nur mehr eine Ruine – lediglich die Kapelle stand bis 1637 noch in Verwendung.
Im 14. Jahrhundert hatten die von Sigberg noch andere Burgen im Churer Rheintal in ihrem Besitz:
- Burg Ober-Ruchenberg bei Trimmis
- Burg Neu-Aspermont in Jenins (von 1393 bis 1448)
- Schloss Marschlins bei Igis (als Pfand 1442)